# L. Vienne
L. Vienne war ein französischer Hersteller von Automobilen.

## Unternehmensgeschichte
Louis Vienne gründete 1921 das Unternehmen in Courbevoie zur Produktion von Automobilen. Der Markenname lautete Octo. Nach anderer Ansicht bestand das Unternehmen bereits seit 1920. 1928 endete die Produktion. Louis Vienne leitete außerdem 1922 Automobiles Carteret.

## Fahrzeuge
Im Angebot standen Kleinwagen. Folgende Modelle sind durch die Literatur belegt:
- Octo 10CV: Er verfügte über einen Vierzylindermotor von Ballot mit 1590 cm³ Hubraum (Bohrung × Hub 65 × 120 mm), Radstand 2,70 m. Der Typ wurde 1920 bis 1922 gebaut[5].
- Octo Carteret 6CV: Vierzylindermotor von Ruby mit seitlichen Ventilen und 972 cm³ Hubraum (Bohrung × Hub 57 × 95 mm), Radstand 2,40 m. Viele Fahrzeuge waren als Zweisitzer karosseriert, doch standen auch Lieferwagen und der Roadster Grand Sport im Sortiment.

Bauzeit 1923 bis 1925.
- Octo 6/7CV: Löste 1926 den Carteret 6CV ab. Gleicher Motor, aber anderer Radstand (2,25 oder 2,50 m). Gebaut 1926 und 1927[7].
- Octo 7CV: Größerer Motor von Ruby mit jetzt 1097 cm³ Hubraum (Bohrung × Hub 60 × 97 mm), Radstand 2,60 m. Gebaut 1927 bis 1928[8].